# Bladtjärnen (Ljustorps socken, Medelpad)
Bladtjärnen är en sjö i Timrå kommun i Medelpad och ingår i Indalsälvens huvudavrinningsområde.